# Wadsleyit
Wadsleyit ist ein Mineral aus der Abteilung der Gruppensilikate innerhalb der Mineralklasse der „Silikate und Germanate“ mit der idealisierten chemischen Zusammensetzung Mg2[SiO4] und ist damit chemisch gesehen ein Magnesium-Silikat.
Wadsleyit kristallisiert im orthorhombischen Kristallsystem, entwickelt aber nur mikrokristalline Aggregate mit Korngrößen bis maximal 5 µm. Bei Wasseraufnahme von mehr als 1,5 % ändert Wadsleyit sein Kristallsystem und wird monoklin.
In reiner Form ist Wadsleyit annähernd farblos und durchsichtig. Bei natürlich vorkommenden Wadsleyiten kann allerdings bis zu 30 % der Mg2+-Ionen durch Fe2+-Ionen ersetzt (substituiert) sein, wodurch das Mineral eine dunkelgrüne Farbe annimmt.

## Etymologie und Geschichte
Die Vorstellung, dass Olivin bei hohem Druck Phasentransformationen durchläuft, geht auf Experimente des Kristallchemikers Victor Mordechai Goldschmidt in den 1920er Jahren und darauf aufbauende Überlegungen von Harold Jeffreys und John Bernal aus den 1930er Jahren zurück. Der erste dieser Phasenübergänge, also der von Olivin zu Wadsleyit, wurde jedoch experimentell erst 1966 von Ringwood und Major nachgewiesen. Zwei Jahre später bestätigten Akimoto und Sato Wadsleyit, das zunächst als β-Phase bezeichnet wurde, als stabile Phase.
Das Mineral ist nach dem Mineralogen Arthur David Wadsley (1918–1969) benannt.

## Klassifikation
In der veralteten 8. Auflage der Mineralsystematik nach Strunz war der Wadsleyit noch nicht aufgeführt.
In der zuletzt 2018 überarbeiteten Lapis-Systematik nach Stefan Weiß, die formal auf der alten Systematik von Karl Hugo Strunz in der 8. Auflage basiert, erhielt das Mineral die System- und Mineralnummer VIII/A.06-010. Dies entspricht der Klasse der „Silikate“ und dort der Abteilung „Inselsilikate mit [SiO4]-Gruppen“, wo Wadsleyit zusammen mit Ahrensit und Ringwoodit eine unbenannte Gruppe mit der Systemnummer VIII/A.06 bildet.
Die von der International Mineralogical Association (IMA) zuletzt 2009 aktualisierte 9. Auflage der Strunz’schen Mineralsystematik ordnet den Wadsleyit in die Klasse der „Silikate und Germanate“ und dort in die Abteilung „Gruppensilikate (Sorosilikate)“ ein. Hier ist das Mineral in der Unterabteilung „Si2O7-Gruppen mit zusätzlichen Anionen; Kationen in oktaedrischer [6]er- und größerer Koordination“ zu finden, wo es zusammen mit Wadsleyit II eine unbenannte Gruppe mit der Systemnummer 9.BE.02 bildet.
In der vorwiegend im englischen Sprachraum gebräuchlichen Systematik der Minerale nach Dana hat Wadsleyit die System- und Mineralnummer 51.03.04.01. Das entspricht der Klasse der „Silikate“ und dort der Abteilung „Inselsilikatminerale“. Hier findet er sich innerhalb der Unterabteilung „Inselsilikate: SiO4-Gruppen mit allen Kationen nur in oktahedraler [6]-Koordination“ als einziges Mitglied in einer unbenannten Gruppe mit der Systemnummer 51.03.04.

## Kristallstruktur

Molvolumen als Funktion des Drucks bei Zimmertemperatur

Wadsleyit kristallisiert orthorhombisch in der Raumgruppe Imma (Raumgruppen-Nr. 74) mit den Gitterparametern a = 5,71 Å; b = 11,47 Å und c = 3,28 Å sowie 8 Formeleinheiten pro Elementarzelle.
Wadsleyit hat eine modifizierte Spinellstruktur. Die Mg- und Si-Atome sind vollkommen geordnet. Es gibt drei unterschiedliche oktaedrische Gitterpositionen (M1, M2 und M3) und eine tetraedrische Position. Von den vier unterschiedlichen Sauerstoffionen der Struktur ist das auf der O1-Position nicht an Silicium gebunden, sondern liegt zwischen vier Mg2+-Oktaedern.
Bei Hydrierung (Wasseraufnahme) kann es eine Bindung mit einem Wasserstoffion, also einem Proton, eingehen und dabei eine Mg-Fehlstelle auf der M3-Position erzeugen. Übersteigt der Wassergehalt etwa 1,5 %, ordnen sich die M3-Fehlstellen so, dass sich die normale orthorhombische Symmetrie des Kristalls zu einer monoklinen mit einem Winkel β von bis 90,4° verringert.

## Eigenschaften
Aufgrund der Anisotropie des orthorhombischen bzw. monoklinen Kristallstruktur zeigen die Kristalle Doppelbrechung.

## Modifikationen und Varietäten
Wadsleyit ist die Hochdruckmodifikation von Forsterit, dem magnesiumhaltigen Endglied der Olivin-Mischreihe. Anders als bei der α-Modifikation Forsterit und der γ-Modifikation Ringwoodit gibt es beim als β-Phase bezeichneten Wadsleyit keine durchgängige Mischreihe mit bis zu 100 % Eisen anstelle von Magnesium (siehe auch Fayalit#Modifikationen und Varietäten).

## Bildung und Fundorte
Wadsleyit tritt auf der Erde vor allem im oberen Teil der Übergangszone des Erdmantels zwischen etwa 410 und 520 km Tiefe auf und bildet dort die dominierende Mineralphase. Das Vorhandensein überzähliger Bindungselektronen des Sauerstoffs in den Si2O7-Gruppen der Wadsleyit-Kristallstruktur erlaubt den relativ leichten Einbau von bis zu drei Massenprozent Wasser in das eigentlich wasserfreie Mineral. Dadurch wird Wadsleyit potenziell zu einem wichtigen Wasserspeicher im Erdinneren.
Außerdem ist das Mineral mitunter auch als Produkt von Stoßwellenmetamorphose in Meteoriten gefunden worden. Die erste bekannte natürliche Probe stammt von einem Steinmeteorit (Chondrit), der nahe dem Peace River in der kanadischen Provinz Alberta gefunden wurde.
Weitere Meteoriten, in denen Wadsleyit nachgewiesen werden konnte, sind der Tenham-Steinmeteorit in der australischen Provinz Queensland, die Chondriten Boxian und Sixiangkou in den chinesischen Provinzen Anhui und Jiangsu, der Chassigny-Marsmeteorit im französischen Département Haute-Marne, der kohlige Chondrit Gujba im nigerianischen Bundesstaat Yobe und der Chondrit Dhofar 922 in der gleichnamigen Region des Sultanats Oman.
Daneben fand man Wadsleyit noch in den ultramafischen Gesteinen des Maowu-Komplexes im Kreis Qianshan in der chinesischen Provinz Anhui sowie auf den Schlackefeldern der Richelsdorfer Hütte im gleichnamigen hessischen Gebirge in Deutschland.